# حريق المستعمرة العليا
حريق المستعمرة العليا كان حريق هائل في وادي سميث نيفادا في الولايات المتحدة. اندلع الحريق في 17 يونيو 2018 وتم احتواؤه في 22 يونيو، وأدى إلى اشتعال ما مجموعه 1202 دونم (5 كم 2). بدأ الحريق بفرامل الشاحنات التي ارتفعت درجة حرارتها واشتعلت النيران في العشب الجاف.

## الأحداث
تم الإبلاغ عن حريق المستعمرة العليا في 17 يونيو 2018 في حوالي الساعة 11:44 صباحًا غرب طريق المستعمرة العليا في وادي سميث نيفادا. اشتعلت النيران التي نجمت عن ارتفاع درجة حرارة مكابح الشاحنة واشتعال الحشائش بسبب الفرشاة العالية وفضلات الأخشاب. هددت الحرائق الممتلكات بما في ذلك المزارع ومزارع الخيول، وموائل الطيور، ومنطقة دراسة برية بربانك كانيونز. تم احتواء الحريق في 22 يونيو 2018 على مساحة 1202 فدان (5 كم 2).